# Nelson Carrasquero
Nelson Carrasquero es un político y abogado venezolano. 

## Biografía
Fue gobernador encargado del estado Zulia desde el 18 de agosto de 2006 hasta el 6 de diciembre del mismo año. Se desempeñó en el cargo de secretario general de gobierno de la gobernación de ese estado petrolero, cargo del que se separó en sustitución temporal del titular del cargo, por petición del entonces candidato presidencial de Venezuela y líder de la oposición Manuel Rosales y a su vez Pablo Pérez lo sustituyó temporalmente en la secretaría de gobierno y acompañó al Dr. Nelson Carrasquero durante su breve gestión; ambos cargos fueron anunciados poco antes de separarse del cargo por el mismo Rosales. Se desempeñó en el cargo de Secretario de gobierno de Asuntos Políticos, Administrativos y Laborales de la Gobernación del estado Zulia.
Su experiencia en la política lo llevó hacer jefe de campaña del exgobernador Manuel Rosales en dos oportunidades consiguiendo el triunfo dos veces, de igual forma fue jefe de campaña del exgobernador Pablo Pérez consiguiendo el triunfo en una sola ocasión y también ejercicio el cargo de secretario de gobierno para asuntos políticos, administrativos y laborales de la gobernación de ese estado en el periodo del exgobernador Pablo Pérez. Como Abogado a ejercido su profesión con determinación, pulcritud y honestidad, ejerció cargos directivos en el colegio de abogados del estado Zulia.
- Datos: Q6039632